# Demetrio de Montferrato
Demetrio de Montferrato (en italiano: Demetrio del Monferrato, en griego: Δημήτριος Μομφερρατικός, romanizado: Dēmētrios Momferratikos; Salónica, Grecia 1205-Amalfi, Italia 1230), rey de Tesalónica desde 1207 hasta 1224. Fue el hijo de Bonifacio de Montferrato y su segunda esposa Margarita de Hungría. Sucedió a su padre en 1207 como rey de Salónica (o Tesalónica), bajo la regencia de su madre. La regencia fue tomada por Oberto II de Biandrate, que se negó a jurar lealtad a Enrique I emperador latino de Constantinopla, quien invadió Salónica para imponer su autoridad, capturando a Oberto y coronando a Demetrio el 6 de enero de 1209. Teodoro Comneno Ducas de Epiro atacó el reino de Salónica, que se había debilitado cuando muchos de sus caballeros habían regresado a Europa occidental, y entró en la ciudad en diciembre de 1224, deponiendo a Demetrio. Demetrio legó los derechos de Salónica a Federico II Hohenstaufen (aunque este último renunció a sus derechos en favor del marqués Bonifacio II de Montferrato) y regresó a Italia, donde murió en 1230.

## Primeros años
Demetrio fue el hijo del marqués Bonifacio de Montferrato con Margarita de Hungría, la viuda del emperador bizantino Isaac II Ángelo. A consecuencia de la Cuarta Cruzada Bonifacio había conseguido para sí el Reino de Tesalónica en el reparto del botín. Casándose con la antigua emperatriz bizantina, le resultó más fácil de conseguir el apoyo de los miembros de la aristocracia bizantina. Cuando el hijo de Bonifacio nació en 1205, llevó el nombre de san Demetrio, el patrón de Tesalónica.

## Rey de Tesalónica

El Reino de Tesalónica y sus vasallos en 1214.

Bonifacio fue muerto en una batalla contra los búlgaros en 1207, y Kaloján inmediatamente sitió Tesalónica. El asedio terminó con el asesinato de Kaloján, pero el gobierno de Demetrio no estaba seguro. Los magnates más influyentes del reino conspiraron en su contra, planeando reemplazar al gobernante infante con su medio hermano, el marqués Guillermo VI de Montferrato. El emperador latino Enrique de Flandes se decidió a detener este movimiento y avanzó sobre Salónica en diciembre de 1208. Los barones, acaudillados por el conde Oberto II de Biandrate, cerraron las puertas de la ciudad ante el emperador y presentaron varias demandas poco razonables. El emperador fingió aceptar los términos de Biandrate (siempre y cuando Margarita los aceptara) el tiempo suficiente para que pudiera entrar a la ciudad. Margarita recibió instrucciones de hacer caso omiso de los términos y Enrique coronó rey al joven Demetrio el 6 de enero de 1209 y extrajo juramentos de vasallaje de los barones lombardos. Las acciones del emperador fueron confirmadas por el papa Inocencio III.
Los derechos del joven rey estaban amenazados por las guarniciones lombardas de Biandrate en importantes fortalezas como Serres y Kavala. Enrique tomó Serres, pero Kavala resistió. Con la esperanza de llegar a una reconciliación, el emperador convocó a la nobleza del reino de Salónica a un parlamento en Ravennika, pero muchos señores no se sometieron. Después de una mayor acción militar, Enrique obtuvo la sumisión de Biandrate y del resto de los señores lombardos.  Repelió el ataque epirota sobre Tesalónica en 1210 y dejó a su hermano menor Eustaquio como regente del rey Demetrio. La situación cambió de nuevo a la muerte de Enrique en 1216.
El nuevo emperador latino, Pedro de Courtenay, fue convencido por los señores lombardos y otorgó a Guillermo de Montferrato el reino antes de abandonar Italia. La reina madre Margarita huyó a Hungría, pero Demetrio aparentemente permaneció en su lugar, mientras que el emperador Pedro fue capturado y finalmente ejecutado por Teodoro Comneno Ducas en Epiro.

## Exilio y muerte
El gobernante de Epiro, Teodoro Comneno Ducas, explotó la disensión entre la nobleza de Tesalónica para conquistar gradualmente las ciudades fortificadas del reino una tras otra. Aunque Guillermo de Montferrato se mostró reacio a desposeer a su medio hermano, estuvo de acuerdo en llevar una cruzada para ayudar a Tesalónica en 1222, y se preparó para partir, enviando previamente a Oberto de Biandrate. Antes de que la fuerza principal de esta cruzada llegara a Salónica, sin embargo, Teodoro forzó la rendición de la ciudad en diciembre de 1224. Junto con el arzobispo latino, el rey Demetrio huyó a la corte del emperador Federico II Hohenstaufen en Italia. Demetrio participó en la cruzada de Federico en el Levante, y murió en 1230 en Amalfi, después de ceder sus derechos sobre Salónica a Federico II.